# Aichryson villosum
Aichryson villosum ist eine Pflanzenart aus der Gattung Aichryson in der Familie der Dickblattgewächse (Crassulaceae).

## Beschreibung

### Vegetative Merkmale
Aichryson villosum wächst als einjährige, einfache oder spärlich verzweigte, dicht behaarte, krautige Pflanze und erreicht Wuchshöhen von 8 bis 18 Zentimeter. Die dicht behaarten, im unteren Teil manchmal kahlen Triebe weisen einen Durchmesser von bis zu 4 Millimeter auf. Die unteren Zweige sind breit spreizend und ausgebreitet. Ihre breit verkehrt pflasterkellenförmigen, stumpfen oder gerundeten, dicht behaarten, häufig purpurrot überhauchten Laubblätter sind 12 bis 24 Millimeter lang und 8 bis 18 Millimeter breit. Sie verschmälern sich ziemlich plötzlich in einen deutlichen Stiel, der etwa so lang wie die Blattspreite ist. Nahe der Basis ist die Blattspreite am breitesten.

### Generative Merkmale
Der lockere Blütenstand ist wenigblütig. Die sieben- bis achtzähligen Blüten stehen an einem 5 bis 15 Millimeter langen Blütenstiel und weisen einen Durchmesser von 12 bis 15 Millimeter auf. Ihre Kelchblätter sind dicht behaart. Die tiefgelben, lanzettlichen, zugespitzten Kronblätter sind 5 bis 7 Millimeter lang.

## Systematik und Verbreitung
Aichryson villosum ist auf Santa Maria, Madeira, Ilhas Desertas und Porto Santo in Höhen von bis zu 1300 Metern verbreitet.
Die Erstbeschreibung als Sempervivum villosum durch William Aiton wurde 1789 veröffentlicht. Philip Barker Webb und Sabin Berthelot stellten die Art 1840 in die Gattung Aichryson.
Ein weiteres nomenklatorisches Synonym ist Aichryson divaricatum var. villosum (Aiton) Kuntze (1891).

## Nachweise